# Rakowice (województwo łódzkie)
Rakowice – wieś w Polsce położona w województwie łódzkim, w powiecie sieradzkim, w gminie Wróblew.
Prywatna wieś szlachecka położona była w drugiej połowie XVI wieku w powiecie sieradzkim województwa sieradzkiego. W latach 1975–1998 miejscowość położona była w województwie sieradzkim.